# Nancy Hafkin
Pour les articles homonymes, voir Haffkine.
Nancy Jane Hafkin, née en 1942, est une pionnière des réseaux informatiques et du développement de l'information et des communications électroniques en Afrique, impulsant le Pan African Development Information System (PADIS) de l'United Nations Economic Commission for Africa (UNECA) de 1987 à 1997.

## Actions
Nancy Hafkin a joué un rôle en facilitant le travail de l’Association pour le progrès des communications pour permettre de se connecter au courrier électronique dans plus de dix pays au début des années 1990, avant qu’un réel accès à l’Internet ne devienne une réalité dans la majeure partie de l’Afrique. L'APC, dont le siège est situé à Johannesbourg, décerne chaque année le Prix Nancy-Hafkin pour l’innovation en technologie de l'information en Afrique : ce prix récompense des initiatives exceptionnelles utilisant les TIC pour le développement.

## Publications
Nancy Hafkin a publié avec Sophia Huyer Cinderella or Cyberella?: Empowering Women in the Knowledge Society en 2006 - une collection d'essais traitant des manières dont l'information et les technologies de la communication renforcent les capacités d'action des femmes.
« Cyberella is fluent in the uses of technology, comfortable using and designing computer technology, and working in virtual spaces. Cinderella works in the basement of the knowledge society with little opportunity to reap its benefits. ».
L'idée a séduit la Commissaire européenne à la société de l'information et aux médias, Viviane Reding, qui a repris le concept de “cyberella” pour promouvoir une nouvelle campagne de l'Union Européenne intitulée “Cyberellas are IT!” et visant à augmenter le nombre de femmes dans le secteur des TIC dans l'UE. Le colloque “Cyberellas are IT!” s'est déroulée le 3 mars 2009 pour célébrer la Journée internationale des femmes.
Autres publications :
- (en) Nancy Jane Hafkin, Women in Africa: Studies in Social and Economic Change, Stanford University Press & Edna G. Bay, 1976,  (ISBN 978-0804710114)

## Distinctions
En 2012, Hafkin est intronisée dans le temple de la renommée d'Internet par l'Internet Society